# Hogrefe Testsystem
Das Hogrefe Testsystem (HTS, bis zur Version 4 Hogrefe TestSystem) ist ein System zur computerunterstützten Psychodiagnostik.
Es wurde von 1992 bis 2012 (Version 4) herausgegeben von Klaus-Dieter Hänsgen, im Rahmen eines Drittmittelprojektes vom Zentrum für Testentwicklung und Diagnostik an der Universität Freiburg (Schweiz) entwickelt und vom Hogrefe Verlag Göttingen international vertrieben. 
Seit 2013 übernimmt der Hogrefe Verlag (ab Version 5) die Entwicklung von Nachfolgeversionen in eigener Regie. Dazu wurde 2022 die Hogrefe Digital Solutions GmbH gegründet, welche de digitale Plattform betreut.

## Anwendung
Zielsetzung des HTS ist es, Durchführung, Auswertung und Interpretation der wichtigsten professionellen psychologischen Testverfahren, die sich für eine computergestützte Umsetzung eignen, in eine einheitliche Umgebung zu integrieren und damit die psychodiagnostische Tätigkeit zu vereinfachen. Im internationalen Maßstab werden die herkömmlichen Durchführungen mittels „Papier und Bleistift“ immer mehr durch computerunterstützte Verfahren verdrängt. Kostengründe sind dafür ebenso verantwortlich wie die Notwendigkeit, genaue Ergebnisse schnell zur Verfügung zu haben, da die Auswertung der meisten Tests sehr aufwändig ist. Das Internet erlaubt außerdem, dass Diagnostiker und Diagnostizierte nicht mehr am gleichen Ort sein müssen.
Die Anwendung ist vor allem in den folgenden Bereichen für folgende Fragestellungen möglich:
- Klinische Psychodiagnostik (z. B. Störungsdiagnostik, Therapieevaluation)
- Eignungsdiagnostik (z. B. Personalselektion und -evaluation)
- Diagnostik für Kinder und Jugendliche (z. B. Entwicklungsstand auf verschiedenen Gebieten, Verhaltens- und Persönlichkeitsstörungen)
- Psychologische Beratung
- Psychologische Evaluation[8]

## Geschichte
Ein Vorläufer-System wurde von 1986 bis 1989 unter BASIC für Kleincomputer KC85/1 von Hänsgen an der Humboldt-Universität zu Berlin entwickelt. Von 1989 bis 1994 wurden verschiedene Module fragestellungsspezifisch zusammengestellt (LEILA = Leistungsdiagnostisches Labor, CORA = Computerbasierte Ratingverfahren, KIDIS = Kinderdiagnostisches System, PERSYS = Persönlichkeitsdiagnostisches System), seit 1992 wird die Bezeichnung „Hogrefe TestSystem“ als Sammelname verwendet. Ab 1994 wurden sie unter dem einheitlichen Konzept des HTS (Version 2) integriert. Von 1989 bis Ende 1996 wurde eine MS-DOS-Version mit Pascal entwickelt, die am Ende eine eigene standardisierte Grafikoberfläche benutzte. Seit 1997 existiert eine unter Windows lauffähige Version 3, seit 2006 die Version 4 mit ergänzendem Internet-Tests und der Nutzung von USB-Sticks zum mobilen Testen.
Das HTS ermöglichte bis zur Version 4 die Administration von ca. 400 psychologischen Testverfahren in 10 Sprachen.
HTS gehört im deutschen Sprachraum neben dem Wiener Testsystem zu den beiden verbreitetsten Testsystemen für die professionelle Psychodiagnostik. Seine Anwendung setzt psychodiagnostische Kenntnisse voraus. In der Eignungsdiagnostik gilt dabei die DIN-Norm 33430 bzw. die ÖNORM D4000 für Österreich.
Die Testdurchführung war auf einem lokalen PC, im Internet/Intranet über einen Server oder mittels USB-Memorystick (Portable Testing) möglich.
Die Version 4 existierte in einer deutschen, englischen, französischen, dänischen, holländischen, schwedischen, finnischen, norwegischen, slowakischen und tschechischen Fassung mit entsprechenden Verfahren aus diesen Ländern.
Seit Ende 2017 wird die Version 4 nicht mehr unterstützt.
- siehe auch: Technische Modi computerunterstützter Psychodiagnostik

## Gegenwärtiger Stand
Für die aktuelle Version 5, die nur noch über ein Online-Portal verfügbar ist, kehrte man wieder zur fragestellungs- bzw. bereichsspezifischen Strukturierung zurück, um das System auf unterschiedliche Anwendungskontexte besser abzustimmen (z. B. HR- und Clinical Edition). Es stehen mehr als 500 Verfahren in 19 Sprachen zur Verfügung (Stand Juli 2024). Testverfahren sind in allen gängigen Browsern durchführbar, neben Fragebogenverfahren auch zeitkritische Testverfahren aus dem Leistungsbereich. In der Auswertung wurden neue Funktionen umgesetzt wie Soll-Ist-Vergleiche von Testprofilen (Einzelprofile mit Idealprofilen bzw. Anforderungen), Erzeugung von Rangreihen mehrerer Kandidaten und Gruppenanalysen.